# Kagaku Murakami
Pour les articles homonymes, voir Murakami.
Kagaku Murakami (村上華岳), de son vrai nom Takeda Shinichi  (né le 3 juillet 1888 à Osaka, mort le 11 novembre 1939 à Kōbe) est un peintre et illustrateur japonais, connu pour ses nombreuses réalisations portant sur le bouddhisme et ses apports au développement des techniques du style japonais nihonga dans la peinture du début du XXe siècle.

## Biographie
Murakami naît à Osaka sous le nom de Takeda Shinichi. Ses parents ont divorcé quand il est enfant et il est élevé à Kōbe où il prit le nom de son grand-père maternel en 1904. En 1903, il s'installa à Kyoto où il sortit diplômé de l'école des Arts en 1907, puis de l'université municipale des Arts de Kyoto en 1913. Son travail commença à être reconnu lors d'expositions en 1911, à l'académie des Arts japonais, puis en 1916, date à laquelle il a remporté un prix spécial pour son premier travail sur la thématique bouddhiste. La même année, il s'installe dans un temple de Kyoto comme un moine laïque. En 1918, il crée la 国画創作協会 (Kokuga Sosaku Kyokai, Société pour la création d'un style de peinture national) avec Tsuchida Bakusen et trois autres jeunes artistes nihon ga de la région de Kyoto.
L'objectif du groupe était de revitaliser les techniques du nihonga par une fusion du Yamato-e, du ukiyoe et de l'utilisation de techniques issues de l'art occidental, tout en maintenant l'utilisation des matières traditionnelles à l'art japonais. La société a tenu ses propres expositions (Kokuten), et à la seconde d'entre elles, Murakami afficha en 1919 « La Princesse Kiyohime à la rivière Hidaka », qui est aujourd'hui considérée comme l'une de ses œuvres les plus représentatives.
En 1920, lors de la 3e exposition, Murakami expose un portrait nu, dans un style de peinture indienne. On ne sait pas si le sujet est une bodhisattva ou une femme, et même le style de l'œuvre transcende les genres nihonga et yōga. Cependant, le travail reste très controversé de son vivant, et conduira à son éviction progressive du monde de l'art traditionnel japonais. En 1923, en raison de l'aggravation de ses problèmes d'asthme chronique, Murakami quitte Kyoto pour Ashiya où il poursuit ses peintures sur des thèmes religieux. En 1927, il retourne vivre à Kobe ; sa santé continue de s'aggraver et ses tableaux sont de plus en plus petits et les couleurs de plus en plus pâles, jusqu'à devenir presque monochromatique. Il meurt d'une crise d'asthme en 1939.

## Œuvres notables
- Nuit Cherry Blossoms  (夜桜之図, Yozakura-zu?), 1913, Kyoto Museum of Modern Art
- Kiyohime traversant la rivière Hidaka  (日高河清姫図, Hidakagawa Kiyohime-zu?), 1919, Tokyo Museum of Modern Art, National des Biens Culturels
- Nu  (裸婦図, Rafu-zu?), 1920, Musée d'Art Yamatane